# Portland (motorfiets)
Portland is een historisch merk van motorfietsen.
Maudes Motor Mart, London (1910-1911).
Maudes was een Londense motorhandelaar die motorfietsen met 498 cc zijklepmotoren van JAP en Peugeot bouwde.